# Sprecher des Repräsentantenhauses der Vereinigten Staaten
Der Sprecher des Repräsentantenhauses der Vereinigten Staaten (englisch Speaker of the United States House of Representatives) ist der Parlamentspräsident des US-amerikanischen Repräsentantenhauses, des Unterhauses des Kongresses. In der Nachfolge des Präsidenten kommt der Sprecher an zweiter Stelle nach dem Vizepräsidenten und vor dem Präsidenten pro tempore des Senats, einer vergleichbaren Position in der anderen Kongresskammer.
Der Sprecher wird durch das Repräsentantenhaus gewählt und ist dessen ranghöchster Vertreter. Das protokollarisch vierthöchste Staatsamt der Vereinigten Staaten ist aus dem des englischen Speakers hervorgegangen und wird durch die Verfassung der Vereinigten Staaten definiert. 
Obwohl es nicht von der Verfassung verlangt wird, war der Sprecher bisher immer ein Mitglied des Repräsentantenhauses. Anders als in vergleichbaren parlamentarischen Systemen bleibt er als Abgeordneter der Mehrheitspartei zugleich Anführer der eigenen Fraktion. Der Sprecher leitet die Debatten zumeist nicht selbst, sondern delegiert diese Aufgabe an andere Abgeordnete. Neben den Aufgaben, die aus dem Vorsitz des Plenums und der Fraktion erwachsen, hat er auch Verwaltungs- und Verfahrensfunktionen, die nicht festgeschrieben und historisch wandelbar sind.

## Aufgaben
Die Hauptaufgabe des Sprechers ist es, die Sitzungen des Repräsentantenhauses zu leiten. Er erteilt Mitgliedern des Parlaments das Wort, kündigt die zu behandelnden Tagesordnungspunkte an und achtet darauf, dass die Regeln des Repräsentantenhauses eingehalten werden. Oft wird die Rolle als Sitzungspräsident an andere Mitglieder der Fraktion des Sprechers delegiert, die dann als Sprecher pro tempore dem Haus vorsitzen, jedoch deutlich weniger häufig als dies der Vizepräsident der Vereinigten Staaten im Senat tut. 
Der Sprecher hat auch verschiedene administrative Funktionen, wie die Entscheidung, welche Gesetzesentwürfe und Resolutionen wann besprochen werden, und die Ernennung von Mitarbeitern des Repräsentantenhauses und die Aufsicht über diese.
Außerhalb des Parlaments repräsentiert der Sprecher das Repräsentantenhaus und seine Entscheidungen.

## Geschichte

Henry Clay nutzte seinen Einfluss als Sprecher, um die von ihm unterstützten Vorlagen durchzusetzen.

Das Amt des Sprechers wird im ersten Artikel der Verfassung der Vereinigten Staaten erwähnt. Der erste Sprecher war Frederick Muhlenberg, der in der konstituierenden Sitzung des Repräsentantenhauses 1789 gewählt wurde. Das Amt hatte bis zur Amtszeit des Demokraten-Republikaners Henry Clay (1811–1814, 1815–1820 und 1823–1825) wenig Einfluss. Im Unterschied zu vielen seiner Vorgänger war Clay nicht neutral, nahm an Debatten teil und nutzte seinen Einfluss als Plantagenbesitzer, um Beschlüsse, die er unterstützte, durchzusetzen (so zum Beispiel die Kriegserklärung zum Britisch-Amerikanischen Krieg sowie Gesetze zur Förderung des „American System“, einer protektionistischen Alternative zu den klassischen Formen der Volkswirtschaft). Als keiner der Kandidaten in der Präsidentschaftswahl 1824 eine absolute Mehrheit erreichte und das Repräsentantenhaus abstimmen musste, unterstützte Clay John Quincy Adams statt Andrew Jackson und ermöglichte damit dessen Sieg. Clay wurde danach in Adams’ Kabinett berufen.
Mit Clays Rückzug aus dem Parlament 1825 verringerte sich der politische Einfluss des Sprechers wieder. Gleichzeitig wurden die Wahlen zum Sprecher kontroverser. In den wachsenden Spannungen vor dem Sezessionskrieg nominierten verschiedene Splittergruppen innerhalb des Repräsentantenhauses ihre eigenen Kandidaten, was es schwer machte, die notwendige absolute Mehrheit zu erlangen. Im Jahr 1849 waren 63 Wahlgänge nötig, bis ein Sprecher gewählt war, und sowohl 1855 als auch 1859 dauerte es mehr als zwei Monate, bis das Plenum sich einigen konnte. 1855 änderte das Repräsentantenhaus einmalig die Geschäftsordnung und erlaubte die Wahl des Sprechers mit einfacher Mehrheit, die Nathaniel Prentiss Banks im 133. Wahlgang gewann, der noch der American Party angehörte und zum ersten Republikaner in diesem Amt wurde. Nach 1859 kam es bis ins 21. Jahrhundert nur einmal – im Jahr 1923 bei der Wahl von Frederick H. Gillett zum Speaker des 68. Kongresses im 9. Wahlgang – zu einer mehrfachen Abstimmung.
Die Amtszeit des Sprechers war meist relativ kurz; zwischen 1839 und 1863 bekleideten zehn Abgeordnete das Amt. Zum Ende des 19. Jahrhunderts erlangte das Amt wieder zunehmend Macht und Einfluss. Eine der wichtigsten Machtquellen war hierbei der Vorsitz des Regelausschusses, seit der Reorganisation des Ausschusssystems 1880 einer der wichtigsten ständigen Ausschüsse im Repräsentantenhaus. Außerdem nahmen Sprecher bedeutende Führungsrollen in der Partei an; so zum Beispiel Samuel J. Randall, John Griffin Carlisle und Charles Frederick Crisp für die Demokraten und James G. Blaine, Thomas Brackett Reed und Joseph Gurney Cannon für die Republikaner.

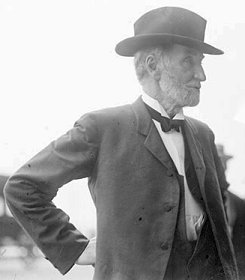
Joseph Gurney Cannon wird oft als einflussreichster Sprecher in der Geschichte des Repräsentantenhauses angesehen.

Der Posten wurde abermals während der Amtszeit des Republikaners Thomas Brackett Reed (1889–1891, 1895–1899) bedeutend erweitert. „Zar Reed“, wie ihn seine Gegner nannten, hatte zum Ziel, die Sperrmöglichkeiten der Minderheit stark zu verringern, insbesondere die Taktik des „verschwindenden Quorums“. Indem sie sich weigerte, an einer Abstimmung teilzunehmen, konnte die Minderheit sicherstellen, dass die Beschlussfähigkeit nicht gegeben war und die Vorlage daher nicht angenommen werden konnte. Reed erklärte nun, dass die Beschlussfähigkeit durch die Anwesenheit der Abgeordneten und nicht durch ihre Teilnahme an der Abstimmung bestimmt ist. Durch diese und andere Interpretationen der Geschäftsordnung stellte Reed sicher, dass die Demokraten die Agenda der Republikaner nicht aufhalten konnten.
Die politische Einflussnahme des Sprechers erreichte mit dem Republikaner Joseph Gurney Cannon (1903–1911) den Höhepunkt. Cannon steuerte das Gesetzgebungsverfahren auf außergewöhnliche Weise: Er gab die Tagesordnung der Sitzungen vor, legte fest, welche Abgeordneten in welchen Ausschüssen arbeiteten, ernannte die Ausschussvorsitzenden, saß dem Regelausschuss vor und bestimmte, in welchem Ausschuss Vorlagen bearbeitet wurden. Cannon nutzte seine umfangreichen Befugnisse, um sicherzustellen, dass jede Vorlage der Republikaner verabschiedet wurde. Im Jahre 1910 setzten die Demokraten und einige unzufriedene Republikaner diesen Praktiken ein Ende. Sie erreichten, dass der Sprecher nicht mehr allein die Ausschussmitglieder festlegen konnte und auch nicht mehr dem Regelausschuss vorsaß. Die meisten dieser Einschränkungen dauerten aber nur 15 Jahre, bis Nicholas Longworth Sprecher wurde.
In der Mitte des 20. Jahrhunderts bekleidete einer der einflussreichsten Demokraten, Sam Rayburn das Amt des Sprechers. Rayburn hatte mit 17 Jahren die längste Amtszeit in der Geschichte des Repräsentantenhauses (1940–1947, 1949–1953 und 1955–1961). Er nutzte seinen Vorsitz, um Einfluss auf viele Gesetzesvorlagen zu nehmen, und stimmte sich im Hintergrund mit den Ausschüssen ab, um reibungslose Abläufe sicherzustellen. Auf diese Weise sorgte er dafür, dass wichtige, von den Präsidenten Franklin D. Roosevelt und Harry S. Truman unterstützte Gesetzespakete das Repräsentantenhaus passierten.
Newt Gingrich wurde 1995 zum Sprecher gewählt und war der erste republikanische Amtsinhaber seit Joseph William Martin 1955. Er trat 1999 nicht wieder als Sprecher an, da er von vielen für die internen Streitigkeiten und die Verluste der Republikaner bei der Repräsentantenhauswahl 1998 verantwortlich gemacht wurde. Es wurde erwartet, dass Bob Livingston, den die republikanische Fraktion ohne Opposition nominierte, zum neuen Sprecher gewählt würde. Allerdings trat Livingston, der vorher einer der lautesten Kritiker Bill Clintons während der Lewinsky-Affäre gewesen war, abrupt von seinem Mandat zurück, als seine eigene eheliche Untreue bekannt wurde. Dennis Hastert wurde zum Sprecher gewählt.
Von 2007 bis 2011 und erneut von 2019 bis 2023 nahm Nancy Pelosi als erste und bislang einzige Frau in der Geschichte der Vereinigten Staaten das Amt der Sprecherin des Repräsentantenhauses wahr. Im Januar 2023 waren bei der Wahl zum Sprecher des Repräsentantenhauses des 118. Kongresses der Vereinigten Staaten erstmals seit 1923 mehrere Wahlgänge nötig, weil der Kandidat der republikanischen Mehrheitsfraktion, Kevin McCarthy, die notwendigen Stimmen trotz weit reichender Zugeständnisse an innerparteiliche Kritiker erst im 15. Wahlgang erreichte. Am 3. Oktober 2023 wurde mit eben jenem Republikaner zum ersten Mal in der Geschichte der Vereinigten Staaten ein Vorsitzender des Repräsentantenhauses durch ein Parlamentsvotum von seinem Posten abgesetzt. Seit der Abwahl von Kevin McCarthy war Patrick McHenry kommissarisch (pro tempore) Sprecher im 118. Kongress der Vereinigten Staaten. Er wurde durch das 2003 eingeführte Verfahren der „Nachfolgeliste“ bestimmt. In Artikel I, Absatz 8 der Geschäftsordnung des Repräsentantenhauses heißt es, dass das Mitglied, dessen Name als erstes auf der Liste des vorhergehenden Speakers erscheint, „bis zur Wahl eines Sprechers oder eines Sprechers pro tempore als Sprecher fungiert“. Nach rund drei Wochen Vakanz wählte das Repräsentantenhaus schließlich am 25. Oktober Mike Johnson zum neuen Sprecher.

## Wahl
Die Verfassung bestimmt, dass das Repräsentantenhaus einen Sprecher und andere Amtsträger wählen soll. Der Sprecher wird nach jeder Wahl zum Repräsentantenhaus für die Dauer der Legislaturperiode, also für zwei Jahre gewählt. Die Geschäftsordnung schreibt seit 1995 vor, dass ein Sprecher nur zu vier Amtsperioden gewählt werden darf. Der Sprecher muss kein Mitglied des Repräsentantenhauses sein, bisher traf dies jedoch auf jeden Amtsinhaber zu.
Zu Beginn einer neuen Legislaturperiode im Kongress (im Januar jedes ungeraden Jahres) sitzt der Clerk dem Plenum bis zur vollendeten Wahl des Sprechers vor. Vor der Wahl nominieren die Fraktionen der beiden Parteien einen Kandidaten für das Amt, deren Entscheidung wird vom Fraktionsvorsitzenden in einer Rede verkündet. Anschließend fragt der Clerk alphabetisch jeden Abgeordneten für seine Stimme. Bis 1983 wurde der Sprecher geheim gewählt, seitdem ist die offene Wahl vorgeschrieben. Abgeordnete sind bei ihrer Wahl nicht auf die Nominierten beschränkt und können im Prinzip für eine beliebige Person stimmen. Da die Parteizugehörigkeit des Sprechers jedoch einen immensen Einfluss auf die Gestaltungsmöglichkeiten der Fraktionen hat, kommt es in der Praxis nur zu wenigen Abweichlern. Diese drücken ihre Ablehnung des Kandidaten der eigenen Fraktion meistens aus, indem sie ein anderes Mitglied der Partei wählen. Eine Stimme für den Kandidaten der anderen Fraktion hätte schwerwiegende Sanktionen zufolge, so wurde der Demokrat James Traficant 2001 aus allen Ausschüssen entfernt, nachdem er dem republikanischen Kandidaten Dennis Hastert seine Stimme gegeben hatte.
Nachdem alle Abgeordnete gewählt haben, verkündet der Clerk das Ergebnis. Um gewählt zu werden, muss ein Kandidat die absolute Mehrheit der abgegebenen Stimmen auf sich vereinen. Wenn kein Kandidat die absolute Mehrheit bekommt, werden weitere Wahlgänge durchgeführt, bis ein Sprecher gewählt ist. Normalerweise reicht aber aufgrund der üblichen Mehrheitsverhältnisse im Repräsentantenhaus ein Wahlgang aus und ist damit am ersten Sitzungstag erledigt. Nachdem der neue Sprecher vom Clerk verkündet worden ist, nimmt der dienstälteste Abgeordnete, der Doyen, dem neuen Sprecher den Amtseid ab, der daraufhin alle anderen Mitglieder des Repräsentantenhauses einschwört. Die gleiche Prozedur wird nach dem Tod oder Rücktritt des Sprechers angewandt, um einen Nachfolger zu bestimmen. 
Bei insgesamt 15 Wahlen konnte erst nach mehreren Wahlgängen ein Sprecher gewählt werden:
| Datum                              | Wahlgang | gewählter Sprecher   | Kongress |
| ---------------------------------- | -------- | -------------------- | -------- |
| 2. Dezember 1793                   | 003      | Frederick Muhlenberg | 003      |
| 2. Dezember 1799                   | 002      | Theodore Sedgwick    | 006      |
| 2. Dezember 1805                   | 003      | Nathaniel Macon      | 009      |
| 22. Mai 1809                       | 002      | Joseph B. Varnum     | 011      |
| 13.–15. November 1820              | 022      | John W. Taylor       | 016      |
| 3.–4. Dezember 1821                | 012      | Philip P. Barbour    | 017      |
| 5. Dezember 1825                   | 002      | John W. Taylor       | 019      |
| 2. Juni 1834                       | 010      | John Bell            | 023      |
| 14.–16. Dezember 1839              | 011      | Robert M. T. Hunter  | 026      |
| 6. Dezember 1847                   | 003      | Robert C. Winthrop   | 030      |
| 3.–22. Dezember 1849               | 063      | Howell Cobb          | 031      |
| 3. Dezember 1855 – 2. Februar 1856 | 133      | Nathaniel P. Banks   | 034      |
| 5. Dezember 1859 – 1. Februar 1860 | 044      | William Pennington   | 036      |
| 3.–5. Dezember 1923                | 009      | Frederick H. Gillett | 068      |
| 3.–7. Januar 2023                  | 015      | Kevin McCarthy       | 118      |
| 17.–25. Oktober 2023               | 004      | Mike Johnson         | 118      |

## Rolle in der Partei

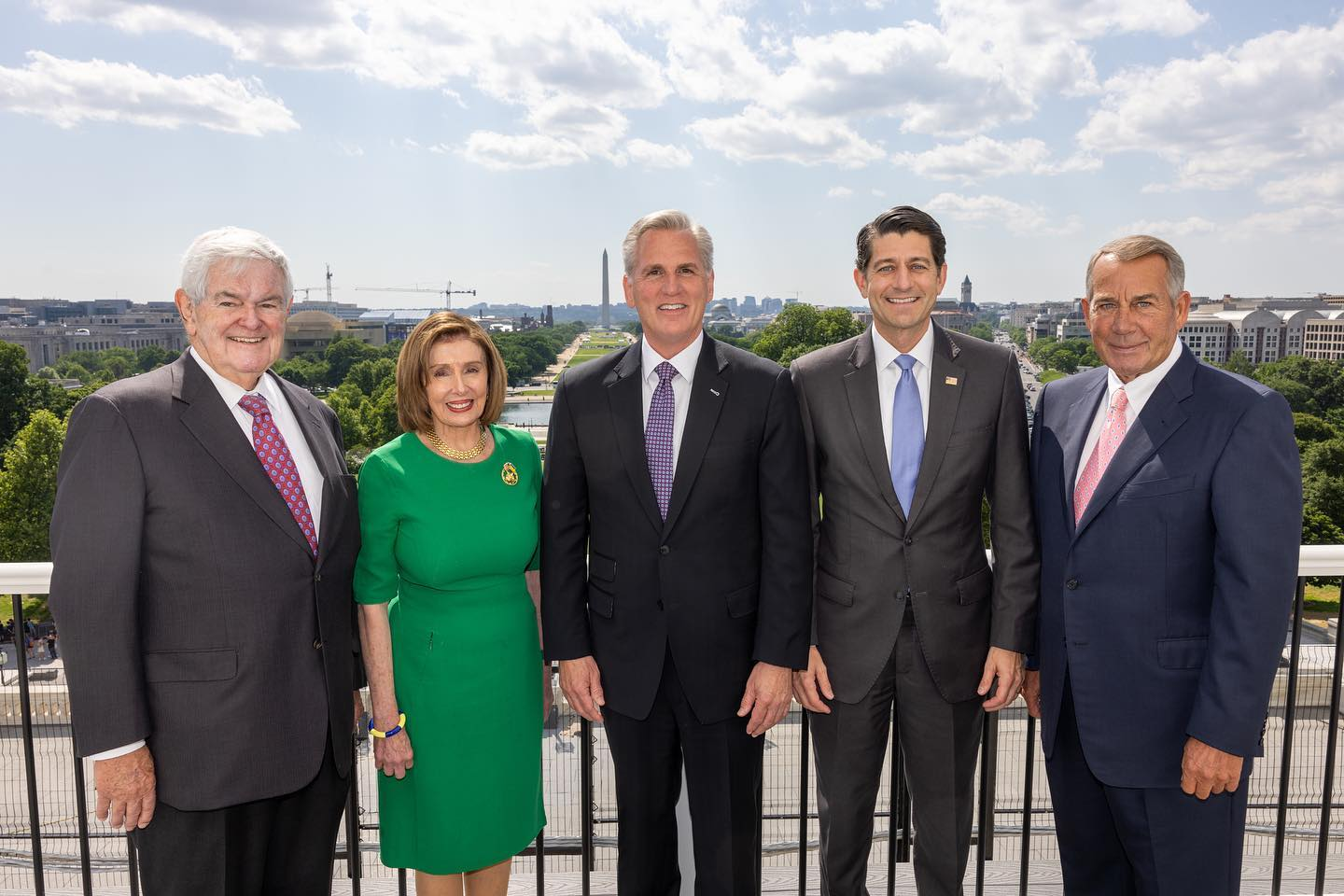
Fünf der sechs noch lebenden Speaker, Newt Gingrich, Nancy Pelosi, Kevin McCarthy, Paul Ryan, John Boehner (Mai 2023)

Anders als in vielen Parlamenten auf der Welt wird die Rolle des Sprechers im Repräsentantenhaus heutzutage parteilich ausgeführt. Der Sprecher ist der ranghöchste Abgeordnete der Mehrheitspartei, noch vor dem Mehrheitsführer (House Majority Leader) und dem Majority Whip. Er ist dafür verantwortlich, dass die Gesetzesvorhaben seiner Partei vom Repräsentantenhaus verabschiedet werden. Um dieses Ziel zu erreichen, benutzt der Sprecher seine Befugnisse, um zum Beispiel festzulegen, wann Vorlagen zur Debatte und Abstimmung kommen. Während der Sprecher also im Repräsentantenhaus wichtige parteipolitische Funktionen hat, trifft das auf den Vorsitz im Senat der Vereinigten Staaten nicht zu. Dessen Vorsitzender ist gemäß der Verfassung der Vizepräsident der Vereinigten Staaten, für dessen Abwesenheit ein Präsident Pro Tempore gewählt ist; beider Funktion ist weitgehend zeremoniell. Die tages- und parteipolitische Macht wird dort von den Parteiführern des Senats, also den Fraktionsvorsitzenden, ausgeübt.
Wenn der Sprecher und der Präsident derselben Partei angehören, spielt er gewöhnlich eine geringere Rolle in der Partei und sorgt vor allem dafür, dass die Agenda des Präsidenten umgesetzt wird. Wenn der Sprecher und der Präsident aber verschiedenen Parteien angehören, vergrößert sich die öffentliche Aufmerksamkeit und der Einfluss des Sprechers, da er dann die Rolle des Oppositionsführers ausführt. Aufgrund des amerikanischen Regierungssystems kann solch eine Machtkonstellation, auch als divided government bekannt, die Gesetzesvorschläge des Präsidenten zum Stillstand bringen. Beispiele dafür sind Tip O’Neill – in Opposition zu Ronald Reagan – und Newt Gingrich, der für seine harte Opposition zu Bill Clinton bekannt wurde. Auch Nancy Pelosi verkörperte die Opposition zu George W. Bush und Donald Trump sowie John Boehner diejenige zu Barack Obama.

## Belege
1. ↑  Ida A. Brudnick: Congressional Salaries and Allowances. In: CRS Report for Congress. United States House of Representatives, 4. Januar 2012, archiviert vom Original am 12. Februar 2019; abgerufen am 2. Dezember 2012 (englisch).
2. ↑  Speakers of the House (1789 to present). In: history.house.gov. United States House of Representatives, abgerufen am 16. März 2020 (englisch).
3. ↑  Zur Rolle Clays siehe Charles Steward: Architect or Tactician? Henry Clay and the Institutional Development of the U.S. House of Representatives. PDF. Preprint, MIT, 24. August 1998.
4. 1 2  Speaker Elections Decided by Multiple Ballots. House of Representatives, History, Art & Archives.
5. ↑  Erin Doherty: How the House speaker vote will work. 3. Januar 2023, abgerufen am 3. Januar 2023 (englisch).
6. ↑  Andreas Ross: McCarthy verliert auch im elften Wahlgang. In: Frankfurter Allgemeine Zeitung. 6. Januar 2022, abgerufen am selben Tag.
7. ↑  Bewegung im Machtkampf ums Repräsentantenhaus: McCarthy zieht einige Gegner auf seine Seite. In: Neue Zürcher Zeitung. 6. Januar 2022, abgerufen am selben Tag.
8. ↑  Wahlchaos im US-Repräsentantenhaus: Kevin McCarthy zum Sprecher gewählt - im 15. Anlauf. In: Der Spiegel. 7. Januar 2023, abgerufen am 7. Januar 2023.
9. ↑  McCarthy als Chef des Repräsentantenhauses abgewählt. In: tagesschau.de. Tagesschau, 3. Oktober 2023, abgerufen am 3. Oktober 2023.
10. ↑  Kyle Stewart: What happens next after Kevin McCarthy ousted as speaker of the House, NBC News, October 3, 2023. (englisch)
11. ↑  Peter Grier: John Boehner exit: Anyone can run for House speaker, even you. In: The Christian Science Monitor. 25. September 2015, abgerufen am 16. März 2020 (englisch).
12. ↑  Matt Schudel: James A. Traficant Jr., colorful Ohio congressman expelled by House, dies at 73. In: The Washington Post. WP Company LLC, 27. September 2014, abgerufen am 16. März 2020 (englisch).
13. ↑  Speaker Elections Decided by Multiple Ballots. In: Office of the Historian. Abgerufen am 7. Januar 2023 (englisch).
14. ↑  Speakers of the House. Elections, 1913–2019. PDF. Congressional Research Service (Stand 4. September 2019), S. 4 und 16.